# Carceleras (película)
Carceleras es un film del realizador español José Buchs que se distribuyó con éxito fuera de España. De hecho el propio Buchs, ante el gusto del público por los temas andaluces, decide hacer una nueva versión sonora en 1932.

## Sinopsis
En un cortijo cordobés, Soledad despierta una pasión en dos hombres, lo que será motivo de desgracia para ambos cuando el novio de la protagonista en un ataque de celos mata al rival en su presencia.
- Datos: Q5748996